# تشارلز-أوجين ديون
تشارلز-أوجين ديون هو نقابي وسياسي كندي، ولد في 27 مايو 1908 في كيبك في كندا، وتوفي في 4 أغسطس 1984 في لا بوكاريه في كندا. نشط حزبياً في Social Credit Party of Canada ‏. وقد انتخب عضو مجلس العموم الكندي.